# MODERN DOLLZ
MODERN DOLLZ（モダンドールズ）は福岡のロックバンド。ボーカル佐谷光敏を中心に、1978年から福岡を中心に活動し、1987年に一旦解散。1990年8月10に新宿LOFTで再始動し、東京を拠点に活動。1991年10月7日新宿アンティノックに出演後活動停止。その後活動を再開し、2024年現在も活動中。吉川晃司、BOØWYなど80年代を駆け抜けたアーティストに重大な影響を与えた。

## メンバー

### 現メンバー

#### ボーカル
- TAIZI （2014年 - ）
  - 松川とのバンド、VELVETZと並行して活動中。本名は「佐藤耐二」

#### ギター
- 平山克美 （1981年3月 - 1984年8月、2014年 - ） 
  - 脱退後はTEENAGE NEWSで活動。2014年再加入。
- 松川泰之 （1981年3月 - 1986年7月、1990年8月-1991年10月、2014年 - ） 
  - TAIZIとのバンド、VELVETZと並行して活動中。

#### ベース
- 入交一成 （2017年7月 - ）
  - 元ルーディミッドナイトランナーズ

#### ドラム
- 下鳥浩一 （1983年10月 - 1987年1月、2015年 - ）
  - 元ウィズアクション・TEENAGE NEWS・セルロイド・ALLNUDE。2015年再加入。

### 元メンバー

#### ボーカル
- 佐谷光敏（結成 - 1991年10月） 
  - 2001年8月5日死去。

#### ギター
- 小林潤一 （結成 - 1978年夏）
- 苣木寛之 （結成 - 1980年3月） 
  - 脱退後、梶浦とTHE MODSに加入。
- 小峰勇治 （1984年8月 - 1987年1月） 
  - 元HAKAPARA 現博多パイレーツ
- 杉山オサム （1991年1月 - 1991年10月）

#### ベース
- 辻川正人 （結成 - 1980年3月）
- 犬丸史男 （1981年3月 - 1981年8月）
- 田中宏行 （1981年8月 - 1984年9月、2014年 - 2017年）
- 田浦祐蔵 （1984年10月 - 1986年5月）
  - 元HAKAPARA
- 池田淳一 （1986年5月 - 1986年7月）
- 橋本潤 （1986年10月 - 1987年1月）
  - 脱退後は様々なバンドを経て横道坊主へ正式加入。2014年4月14日に他界[4]。
- 仮屋寛成 （1990年8月 - 1991年10月）

#### ドラムス
- 梶浦雅弘 （結成 - 1980年3月）
  - 脱退後、苣木とTHE MODSに加入。
- 大林政徳 （1981年3月 - 1981年9月）
- 倉井正浩 （1981年9月 - 1983年10月）
- 船越祥一 （1990年8月 - 1991年10月）
  - 元ザ・ロッカーズ
- 坂巻聡 （2014年）
  - 元The Wells

#### キーボード
- 高野尚登 （1978年夏～1979年末、1986年3月～1987年1月）

## ディスコグラフィ

### カセットテープ
- robber & lover（1984年4月　自主制作）
- LOOK BACK ROCK（on the beat）（1990年　自主制作）

### シングル
- 浮気なジャングルビート/夜のシーサイド・ラブ(1983年11月 Blue Jug)

当時博多で発行されていた音楽雑誌「Blue Jug」の表紙にソノシートとして付属。

### アルバム
- Do Imagination（1986年6月25日　CHAMELEON RECORDS）
- DANDY! FRENZY! STORY（1991年1月15日　トランジスターレコード）

### ベスト・アルバム
- MODERN DOLLZ COMPLETE BEST-Just a hero-（2002年10月4日　UK PROJECT）
- THE UNRELEASED TRACKS vol.1(2016年1月20日　YOUTH INC.)
- THE UNRELEASED TRACKS Vol.2(2017年12月25日　HEROES)
- THE UNRELEASED TRACKS vol.3(2022年7月13日　HEROES)

### トリビュート・アルバム
- ブラインド越しの俺たち（2002年10月4日　UK PROJECT）
  - 池畑潤二、山部善次郎、横道坊主、水江慎一郎(UP-BEAT)、広石武彦（up-beat tribute band）、宙也（De-LAX、極東ファロスキッカー）、斉藤律（LOOPUS、スターリン）、THE PRIVATES、勝手にしやがれ、水戸華之介（アンジー）等が参加[5]